# 幕末
參數所指定的目標頁面不存在，建議更正成存在頁面或直接建立下列一個頁面（建立前請先搜尋是否有合適的存在頁面可以取代）：
- 幕末 (小說)

幕末，即江户幕府末年，是指日本歷史上德川幕府統治時代（江户时代）的末期。一般意義上的“幕末”時期始於嘉永六年（1853年）黑船来航，终於明治二年（1869年）戊辰戰爭結束。

## 概述
虽然对于“幕末”的起止时间没有统一、严密的定义，但一般认为始于嘉永六年六月初三日（1853年7月8日）黑船（即马休·佩里所率领的美国海军舰队）来航。即使在《王政复古大号令》（1868年）中，这次“抑癸丑（1853年）以来未曾有之国难”也被看作开启了国家体制改革的序幕。
而“幕末”的结束标志，有观点认为是庆应三年十月十四日（1867年11月9日）幕府征夷大将军德川庆喜进行大政奉还，也有观点认为应为明治元年四月十一日（1868年5月3日）江户无血开城。此外，也有人将明治二年（1869年）箱馆战争结束、旧幕府军投降新政府军，明治四年七月十四日（1871年8月29日）实行废藩置县、幕藩体制完全终结，以及明治政府采用西欧式太阳历（格里高利历）的前一天——明治五年十二月初二日（1872年12月31日）等不同时间作为幕末的结束标志。
幕末时期，受到所谓“西洋的冲击”，以水户学等华夷思想为基础，国防意识高涨，国家民族主义也逐渐兴起；另一方面，德川幕府所支配的幕藩体制政治正走向解体，国内政治势力正面临着重组的格局，处于政治中心的是萨摩藩、长州藩、土佐藩、肥前藩等西南雄藩。在这一时期，幕府放弃了从二代将军秀忠开始延续下来的“锁国”政策，被迫开港，开始与外国实现自由贸易，卷入世界范围内的资本主义市场经济与大国殖民主义的浪潮之中；德川幕府依靠會津藩、新選組及見迴組等組織來抵抗倒幕勢力的崛起。尽管不同形式的排外主义（尊王攘夷论）不断抬头，但当时的整个社会仍忌惮于西方列强压倒性的军事实力，继而在西方文明的强烈影响下发生了巨大的变化。

## 政治史

### 条约缔结与将军继嗣问题（1853年 - 1858年）

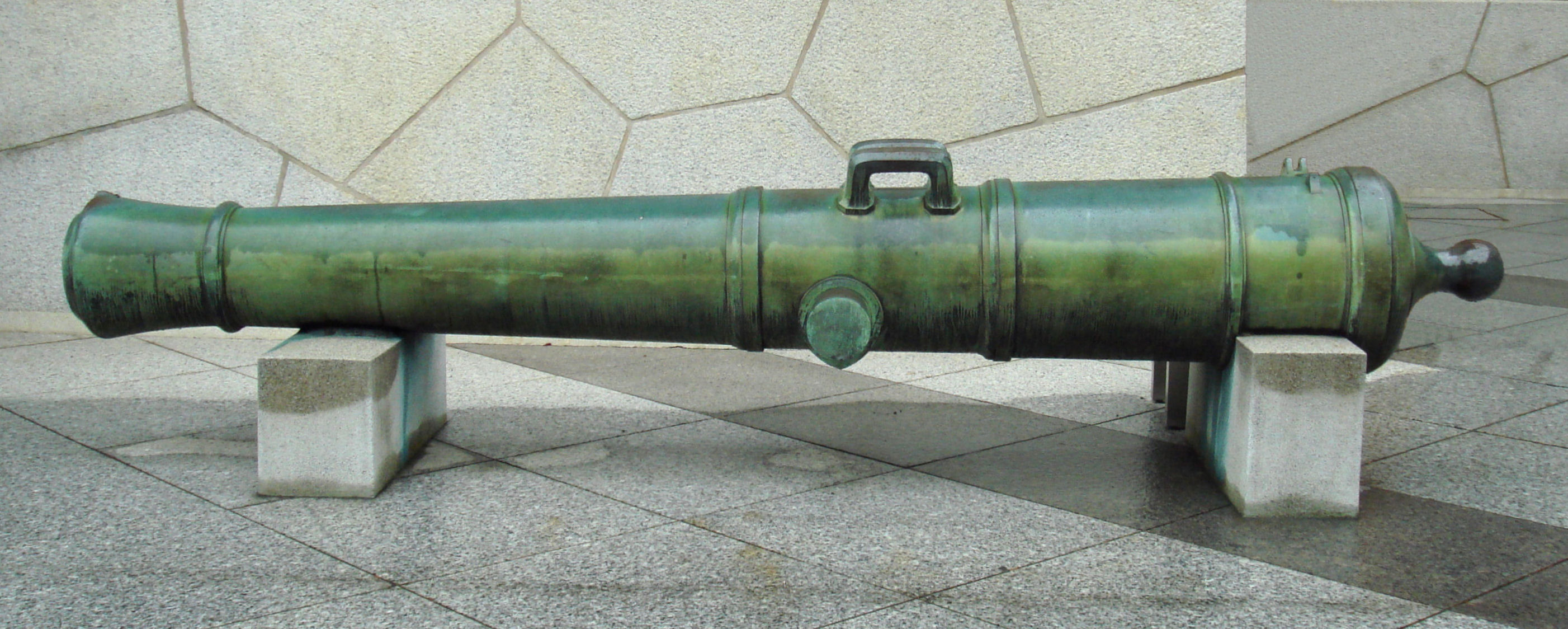
为迎击外国舰队，在品川区台场所设立的80磅铜制加农砲（口径250mm、炮身长3830mm）

嘉永六年六月初三日（1853年7月8日），美国海军提督马休·佩里率4艘黑船来到浦贺港，并带来了要求江户幕府开国通商的总统国書。老中首座阿部正弘（备后福山藩藩主）向海防参与德川齐昭（前水户藩藩主）、松平庆永（春岳、越前藩藩主）・岛津齐彬（萨摩藩藩主）等亲藩及外样大名征求对策，诸大名得以介入幕政。在这场黑船事件引起的外交风波中，12代将军德川家庆去世，世子德川家定继任第13代将军。
嘉永七年正月十六日（1854年2月13日），马休·佩里再度前来重申对幕府开国的要求。在大学頭林復斋等与佩里等进行交涉之后，於嘉永七年三月初三日（1854年3月31日）签订日美和亲条约，德川幕府的“锁国”体制就此终结。此后，英国皇家海军上将詹姆士·史特灵与水野忠德在1854年（嘉永7年）10月14日签订日英和亲条约，俄罗斯帝国海军上将普提雅廷与川路圣謨等在1855年（安政元年）2月7日签订日俄和亲条约，日荷和亲条约也于1856年1月30日缔结生效。为了在开国之后改革幕政，阿部正弘开始加大人才启用力度，并创设高等教育设施，重整幕府军事体制，这场从开国以前就一直持续的改革也被称作“安政改革”。值得一提的是，胜海舟也在这次外交风波中崭露头角，开始登上政治舞台。

### 安政大狱与樱田门外之变（1858年 - 1860年）
1858年（安政5年）6月4日（旧历为4月23日），就任大老的井伊直弼（彦根藩主）意图通过强硬手法一鼓作气地解决所面临的两个幕政难题：悬而未决的将军继嗣问题以及愈发严峻的开国问题。具体而言，对于新任幕府将军一职，就在大老就任之后的1858年（安政5年）6月11日（旧历为5月1日），幕府将纪州藩的庆福定为次任将军，同时庆福改名为德川家茂，进入江户城，并于安政5年10月25日就任将军一职。而对于条约签署问题，井伊直弼虽然自己认为得到天皇勅许是有必要的，但由于受到松平忠固的强烈反对，遂于7月29日（安政5年6月19日），在还没有得到天皇敕许的情况下就命井上清直与岩濑忠震全权负责所谓“日美修好通商条约”的签订。此后幕府又与英、法、荷、俄四国签署了同样的通商条约（安政五国条约）。通商城市与港口的开放是分阶段进行的（开市开港延期），但这是由井伊的后继者安藤信正所派遣的文久遣欧使节在签署所谓“伦敦备忘录”时才得以实现的。

### “尊攘派”的失势（1863年 - 1864年）
樱田门外之变爲先河，日本國內之爭逐漸發展成爲內戰。被稱爲「夷」並反覆炮擊外國船隻的長州藩遭到了英國、法國、荷蘭、美洲等列強四國的炮擊。最近，尊攘派志士聚集到京都，稱其爲「天誅」，暗殺反對派，治安極度惡化。因暗殺牽涉到安政大獄的九條家臣島田左近而引發的他們的恐怖行爲，使幕臣和公家陷入了恐懼之中。相反，曾經被認爲是尊攘派代表的姉小路公知被暗殺的事件（朔平門外之變）和尊攘派志士本間精一郎被暗殺的事件也發生了。隨着巖倉具視等公武合體派公家被排除在外，三條實美等尊攘派公家發動朝議，公武合體派的勢力逐漸減弱。據悉，長州藩將8000名駐在京都的士兵包括新派士兵在內，可以動員3萬兵力。
與擔心被這樣的尊攘派進行圍剿的孝明天皇不同，尊攘派的真木和泉等人爲了實王政復古而進行了運動。
另外，1864年2月7日（文久3年12月30日）以後，德川慶喜、松平春嶽、松平容保、伊達宗城（宇和島藩主）、島津久光召開了首次諸侯會議的參預會議，討論了神奈川鎖港談判、長州藩的處理、加強大阪港的防備等議題。春嶽、久光等諸侯雖然主張「開國論」，但由於代表幕府的慶喜主張橫濱鎖港，雙方針鋒相對，最終未能如願以償，於同年（1864年）3月解散。春嶽等人回國後，參預會議體制只有幾個月。薩摩藩藉此機會加深了與幕府和慶喜的矛盾。此後，被朝廷任命爲禁裏御衛總督攝海防指揮的慶喜與京都守護職松平容保（會津藩主）、京都所司代松平定敬（桑名藩主）兄弟等人一起，半獨立於江戶幕閣（一會桑體制）。
最近，各地出現了尊卑激進分子的實力活動，但都以失敗告終。1863年9月29日（文久3年8月17日），在大和，公卿中山忠光、吉村寅太郎·池內太（土佐藩士）、松本奎堂（三河勤谷藩士）、藤本鐵石（岡山藩士）、甚至河內大地主水郡善之祐等也加入了宮闕組的變故。
接着，在水戶藩，1864年5月2日（元治元年3月27日），藤田小四郎、武田耕雲齋等天狗黨在筑波山舉兵。在受到水戶藩要求的幕府軍的追擊下，還發生了被擊潰的事件（→天狗黨之亂）。
在這種情況下，去年8月18日發生政變後影響力逐漸減弱的尊攘派的中心長州藩內出現了"進軍京都論"。恰巧負責維持京都治安的會津藩保管的新撰組因爲池田屋事件殺害了長州藩等幾名尊卑派志士，因此火上澆油，最終長州藩兵上京。1864年8月20日（元治元年7月19日），與負責京都防守的幕府和會津薩摩軍展開了對決（→禁門之變）。在這場戰爭中，一敗塗地的長州藩成爲逆賊，被驅逐出京城，幕府派遣征伐軍，9月5日（元治元年8月5日）英國、法國、荷蘭4國遠東艦隊爲報復下關而聯合攻擊下關。

### 萨长誓约与幕长战争（1864年 - 1866年）
朝廷下令征伐成爲逆賊的長州藩，德川慶勝（尾張藩主）被任命爲總隊長，松平茂昭（福井藩主）被任命爲副隊長，西鄉隆盛（薩摩藩士）被任命爲參謀。西鄉在元治元年9月在大坂與勝海舟舉行會談後，意識到對長州藩的實力行使不利，採取了迴避開戰，從長州藩得到道歉的方針。四國艦隊下關炮擊事件戰敗後，松下村塾派的下級藩士爲中心的夷派勢力開始退縮，以譜代家臣爲中心的俗論派開始興起。由於貫徹了向幕府恭順路線，並批准了處決負責人等西鄉提出的投降條件，所以避免了第一次長征州。
但在長州藩內，隨着舊夷派不斷被肅清，當年年底得到野村望東尼鼓勵的高杉晉作將奇兵隊等各隊聯合起來在長府功山寺舉兵。第二年年初，他攻擊了藩中樞部的荻城，擊潰了俗論派，將藩論重新奪回了反幕派。隨着藩論的轉換，對不履行既定投降條件的長州藩的焦躁情緒高漲，小笠原長行、 勘定奉行、小栗忠順等強硬派再次提出長州再徵論，將軍家茂再次提出了上洛論。
另外，圍繞在《安政條約》中明確規定但至今沒有得到朝廷許可而未能開航的兵庫（神戶港），由英國公使帕克斯主導的英法蘭聯合艦隊於1865年11月4日（慶應元年9月16日）駛向兵庫前海（兵庫開航要求事件）。出於對蝦夷派的關懷，認爲幕府故意使外交停滯的帕克斯等人主張，薩長放棄蝦夷政策時，排除障礙，要求兵庫開港或條約敕許，並施加壓力。作爲讓步案，英國還表現出了降低下關戰爭賠償金的姿態。試圖進行幕府主導外交的老中阿部正外、鬆前崇廣等對此決定單獨開港，但重視與朝廷合作的德川慶喜面露難色。對於武斷決定兵庫開港的阿部鬆前，朝廷下達了罷免老中之令，這是朝廷介入現實幕政的事態，幕臣們對慶禧的懷疑加深，引發了家茂宣佈將軍辭職等混亂。慶喜說服家茂的同時，就條約敕許、兵庫開港問題召集了在京諸藩士，11月22日（慶應元年10月5日）朝廷批准了條約敕許（兵庫開港延期）。隨着1866年6月25日（慶應2年5月13日）簽署改稅條約，大幅降低進口關稅，日本的進口劇增。日本手工業棉織品因無法與大量生產帶來的廉價棉製品相抗衡而遭受了巨大打擊。
在這種情況下，薩摩藩逐漸對幕府表現出不合作的態度，並在駐日公使哈里·帕克斯和歐內斯特·甘蔗的建議下，尋求與長州藩的合作。在薩摩藩的庇護下，土佐浪士坂本龍馬和同樣是土佐浪士，跟隨被逼到下關的三條實美的中岡慎太郎等人以周旋的形式，試圖接近薩摩長州兩藩。薩摩被指名爲逆賊，改名爲表面上無法購買武器的長州藩，經過薩摩購買武器等經濟上的合作後，1866年3月7日（慶應2年1月21日）木戶孝允、西鄉等人在京都薩摩藩宅邸內會面，簽訂了薩長同盟密約。
雖然是偶然，但幕府在薩長同盟簽訂的第二天就下令第二次征伐長州。雖然將於7月18日（慶應2年6月7日）開戰，但是與薩摩進行聯繫後，具備軍備，由大村益次郎進行西洋兵學訓練的長州諸隊壓倒了幕府軍。幕府軍在各地接連敗報，1866年8月29日（慶應2年7月20日）家茂病逝大阪城。繼承德川宗家的慶喜雖然表現出親征的意志，但轉而尋求和睦，在廣島幕府使者勝海舟和長州使者廣澤真臣井上馨等人簽訂了停戰協定，第二次長州征伐終於結束。

### 大政奉还与王政复古（1866年 - 1867年）
家茂死後，德川慶喜繼承了德川宗家，但拒絕擔任征夷大將軍。但是5個月後的1867年1月10日（慶應2年12月5日）終於得到將軍的宣誓，就任將軍後宣稱要通過家茂的弔唁戰壓制長州。孝明天皇非常信任慶喜，甚至處罰了反對征伐長州的大原重德等22位卿。但1月30日（慶應2年12月25日）天皇因天花駕崩。2月13日（慶應3年1月9日）睦仁親王實踐祚之行（明治天皇）。
薩摩藩的西鄉、大久保利通們爲了掌握政局的主導權，探索了雄藩聯合，並敦促島津久光、松平春嶽、伊達宗德、山內容堂（前土佐藩主）上京，從6月6日（慶應3年5月4日）開始召開了四侯會議，就兵庫開港及長州處理問題，德川舉行了四侯會議。6月26日（慶應3年5月24日），通過召集攝政二條齊敬以下衆多公卿的徹夜晨議，獲得了長期存在的兵庫開港敕許等，慶應主導權逐漸得到確立。接着，慶喜接受了法國公使羅什的建議，進行了法國式軍事訓練，並在榎本武揚等人的領導下建立了幕府海軍。以小慄忠順和慄本犁雲等人爲中心，還與法國進行了大貸款諮詢。另外，隨着老中制度被修改，以老中首領板倉勝靜爲總理，各老中兼任陸軍、海軍、國內事務、會計、外國事務等各總裁，而且次官級奉行也選拔了有能力的人才（→慶應改革)
在幕府試圖東山再起的情況下，薩摩和長州認識到，現在只能通過武力挽回局面，並試圖拉攏土佐藩和藝州藩。在土佐藩，後藤象二郎爲了避免受到阪本龍馬的影響而提出歸還大政，薩摩藩也同意了這一提議，因此將於7月23日（慶應3年6月22日）簽署薩土盟約。這是建白向德川慶喜主動交還政權，如果被拒絕就轉換爲武力施壓的方案。但是，由於山內容堂不願動用兵力，薩摩藩也以拒絕慶喜的名義認爲只能動用武力，因此，10月4日（慶應3年9月7日）的盟約被取消。最終，道佐藩於10月29日（慶應3年10月3日）單獨向山內容堂老中板倉提交了大政奉還建白書。另外，薩摩藩的大久保、西鄉等制定了以武力爲背景的政變計劃。接着，與隱居洛北的巖倉具視展開間諜活動，中山忠能（明治天皇的祖父）、中御門經之、正親町三條實愛等人於1867年11月9日（慶應3年10月14日）下達了密敕。但是德川慶喜採納了山內容容堂的進言，當天嚮明治天皇請求大政奉還，使圍幕派失去了名分。由於大政奉還，江戶幕府的政權在形式上結束了。
慶喜在1867年11月19日（慶應3年10月24日）提出了辭去將軍職務的申請，但是幕府的職務制度也暫時保留，實際上幕府的支配並沒有發生變化。巖倉和大久保等人計劃發動政變，推翻這一局面。1868年1月3日（慶應3年12月9日）發佈王政復古大口令，敕許慶喜辭去將軍職務，並廢除了幕府、攝政、關白等，宣佈建立以天皇親政爲基礎，由總裁、議定、參與等組成的新政府。當天晚上，在薩摩藩兵等的保護下舉行的御所會議上，向德川慶喜辭職及返還領地將成爲議題。雖然參加會議的山內容堂和鬆平春嶽強烈反對，但巖倉和大久保等人強行推進，最終還是決定下課。慶喜在接到決定後撤到了大阪城，但在山內容堂、鬆平春嶽、德川慶勝的斡旋下，辭官納地逐漸被清除了。因此，西鄉們召集相樂總三等浪士在江戶引起騷亂，並挑釁了舊幕府方面。負責江戶市治安的莊內藩和小慄忠順等激昂地焚燒了薩摩藩宅邸。
另外，最近由於政局不安和物價暴漲導致的生活困難等原因，頻繁發生"重整社會起義"和"瓦解社會"的現象，而且作爲社會現象，這種奇怪的流行也在廣泛出現。

## 幕末重大事件一览
- 马休·佩里舰队来航（黑船来航）
- 普提雅廷舰队来航
- 《日美和亲条约》締結
- 《日美修好通商条约》締結
- 安政大狱
- 樱田门外之变
- 坂下门外之变
- 天诛组之变
- 寺田屋事件
- 文久改革
- 生麦事件
- 萨英战争
- 下关战争
- 八月十八日政变
- 池田屋事件
- 禁门之变
- 第一次长州征伐
- 第二次长州征伐
- 萨长誓约（盟约/同盟/联合）
- 萨土盟约
- 大政奉还・王政复古
- 戊辰战争
  - 鸟羽伏见之战
  - 江户开城
  - 上野战争
  - 北越战争
  - 会津战争
  - 箱馆战争